# Acontia catena
Acontia catena là một loài bướm đêm trong họ Noctuidae.